# 1998 QT62
1998 QT62 är en asteroid i huvudbältet som upptäcktes den 27 augusti 1998 av Beijing Schmidt CCD Asteroid Program vid Xinglong-observatoriet.